# Колеблющийся штат

Синим окрашены штаты, где результат кандидата от Демократической партии Камалы Харрис на президентских выборах 2024 года был выше среднего результата по стране (отставание на более чем 1,5 %), красным — штаты, где кандидат от Республиканской партии Дональд Трамп набрал больше среднего по стране

Коле́блющийся штат (англ. swing state), также пурпу́рный штат (англ. purple state; из-за цвета, получающегося при смешении красного (символа республиканцев) и синего (символа демократов)) — понятие из избирательной практики США, где из-за мажоритарной избирательной системы все без исключения выборщики от отдельно взятого штата традиционно голосуют за победившего в нём кандидата. Колеблющимися штатами называются штаты, в которых накануне выборов наблюдается приблизительно равный уровень популярности кандидатов от обеих основных партий. Результаты выборов в колеблющихся штатах обычно являются предметом повышенного внимания, поскольку часто именно они вносят решающий вклад в общую победу одного из кандидатов.
Понимая значение колеблющихся штатов (особенно гарантирующих большое число выборщиков, как, например, Флорида и Огайо), кандидаты в президенты от заведомо проигрывающей стороны зачастую не тратят денег и времени на избирательную пропаганду в определившихся штатах и уделяют сверхпропорционально много внимания колеблющимся штатам, даже если они малы по размеру.

## Происхождение термина
На американских президентских выборах система коллегии выборщиков позволяет каждому штату выбрать способ распределения голосов выборщиков. Так как легислатура большинства штатов желала увеличить силу голоса большинства, то 48 из 50 штатов (кроме штатов Мэн и Небраска) используют систему мажоритарной победы, по которой победитель в штате получает все голоса выборщиков. Из-за этого кандидаты могли не тратить время и средства в тех регионах страны, где они точно победят или проиграют.
Например, кандидаты от более консервативной республиканской партии могут ожидать лёгкой победы в штатах глубокого юга (Техас, Миссисипи, Алабама и Южная Каролина) и ожидаемого поражения в либеральных штатах Новой Англии (Вермонт, Массачусетс, Коннектикут и Род-Айленд). При этом есть региональные исключения и из этих регионов: Северная Каролина, Нью-Гэмпшир и Флорида являются чётко выраженными колеблющимися штатами.
В штатах Мэн и Небраска распределение голосов выборщиков идёт иначе, чем на выборах сенаторов и конгрессменов. Два голоса выборщиков идёт к набравшему большинство голосов, кандидат может получить ещё по дополнительному голосу при большинстве в каждом избирательном округе. Оба штата имеют небольшое число голосов выборщиков (на выборах 2004 года Мэн имел 4 голоса, Небраска — 5; минимум было 3) и обычно не причисляются к неопределившимся (Мэн считается демократическим, Небраска — республиканским).

## Выборы 2016 года
На президентских выборах 2016 года к колеблющимся штатам относили следующие 14 штатов: Аризону, Флориду, Айову, Мичиган, Северную Каролину, Огайо, Пенсильванию, Висконсин, Колорадо, Мэн, Миннесоту, Неваду, Нью-Гемпшир и Вирджинию — с общим количеством выборщиков 171. Для сравнения, красные (республиканские) штаты давали 180 выборщиков, а синие (демократические) — 187.
В колеблющихся штатах Трамп выиграл голоса 126 выборщиков, Клинтон — голоса 45 выборщиков. На выборах наиболее соревновательными штатами основных кандидатов — Клинтон и Трампа стали 4 наиболее крупных по числу выборщиков штаты. После предвыборных конвенций кандидаты в президенты и вице-президенты от Республиканской и Демократической партии осуществили 424 предвыборных поездки. Стратегия победы Клинтон заключалась в том, что Трамп не должен был победить во всех 4 крупных соревновательных и наиболее конкурентных штатах — Флориде (29), Пенсильвании (20), Огайо (18), Северной Каролине (15).
| Штат      | Поездки | Штат           | Поездки | Штат              | Поездки | Штат        | Поездки |
| --------- | ------- | -------------- | ------- | ----------------- | ------- | ----------- | ------- |
| Флорида   | 72      | Пенсильвания   | 59      | Северная Каролина | 52      | Огайо       | 43      |
| Вирджиния | 25      | Айова          | 23      | Мичиган           | 23      | Нью-Гемпшир | 22      |
| Колорадо  | 19      | Невада         | 16      | Висконсин         | 15      | Аризона     | 10      |
| Нью-Йорк  | 9       | округ Колумбия | 9       | Техас             | 4       | Джорджия    | 3       |
| Мэн       | 3       | Нью-Мексико    | 3       | Миннесота         | 2       | Мэриленд    | 2       |
| Небраска  | 2       | Коннектикут    | 1       | Индиана           | 1       | Миссисипи   | 1       |
| Луизиана  | 1       | Миссури        | 1       | Калифорния        | 1       | Вашингтон   | 1       |
| Юта       | 1       |                |         |                   |         |             |         |

## Выборы 2024 года
На президентских выборах 2024 года имеются семь колеблющихся штатов:
- Пенсильвания (19);
- Джорджия (16);
- Северная Каролина (16);
- Мичиган (15);
- Аризона (11);
- Висконсин (10);
- Невада (6).

Для победы на выборах необходимо набрать 270 голосов выборщиков. У кандидата от Демократической партии  было 226 голосов от стабильно синих штатов, а у кандидата от Республиканской партии  было 219 голосов от стабильно красных штатов. Изменения предпочтений голосующих в стабильных штатах быть не исключены, но крайне маловероятны, лишь эти семь колеблющихся штатов играли решающую роль. Причем Пенсильвания — самый важный колеблющийся штат из всех: со времён выборов 1948 года все кандидаты от Демократической партии, проигравшие в Пенсильвании, проигрывали и выборы.
По итогам президентских выборов 2024 года кандидат от Республиканской партии Дональд Трамп одержал победу во всех семи колеблющихся штатах и набрал 312 голосов выборщиков.